# الخريطة الوطنية الأمريكية
الخريطة الوطنية هو جهد تعاوني من هيئة المسح الجيولوجي الأمريكية (USGS) وغيرها من الوكالات الاتحادية ووكالات الولايات والوكالات المحلية لتحسين وتقديم المعلومات الطوبوغرافية الخاصة بالولايات المتحدة الأمريكية. والغرض من هذا الجهد هو تقديم «...مجموعة من المعلومات السلسة والمحفوظة دائمًا الخاصة بالقاعدة الجغرفية للمجال العام، والتي ستكون بمثابة الأساس لدمج وتبادل واستخدام البيانات الأخرى بسهولة وباستمرار».
إن الخريطة الوطنية هي جزء من برنامج الجغرافيا المكانية الوطنية لهيئة المسح الجيولوجي الأمريكية. وتشمل المعلومات الجغرافية المتاحة التصوير الرأسي (الصور الجوية) والارتفاعات والمسميات الجغرافية وعلم المساحة البحرية والحدود والنقل والهياكل والغطاء الأرضي. ويمكن الوصول إلى الخريطة الوطنية عن طريق شبكة الإنترنت، كمنتجات وخدمات وكبيانات قابلة للتنزيل. وتتراوح استخداماتها من الترفيه إلى التحليل العلمي وحتى الاستجابة للطوارئ.
تعتبر الخريطة الوطنية مساهمة كبيرة في البنية التحتية للبيانات المكانية الوطنية (NSDI)، ويتم حاليًا تحويلها لخدمة مجتمع الجغرافيا المكانية بشكل أفضل من خلال توفير بيانات جغرافية مكانية متكاملة وذات جودة عالية فضلاً عن منتجات وخدمات متطورة، بما في ذلك الجيل الجديد من الخرائط الطبوغرافية الرقمية. وبالإضافة إلى ذلك، فإن الخريطة الوطنية تعد عاملاً أساسيًا لتنفيذ مخطط التحديث المكاني الجغرافي الخاص بـ وزارة الداخلية الأمريكية (DOI).
كما تستفيد هيئة المسح الجيولوجي الأمريكية من البيانات الواردة من برنامج The National Map Corps، الذي يتألف من المتطوعين الذين يكرسون بعضًا من وقتهم لتقديم معلومات خرائطية عن الأبنية.
وتعد الخريطة الوطنية هي البديل الرسمي لبرنامج لهيئة المسح الجيولوجي الأمريكية.

## وصلات خارجية
- (The National Map (USGS
- (National Geospatial Program (USGS
- USGS Topographic Map Revision
- USGS Aerial Products
- National Spatial Data Infrastructure from the Federal Geographic Data Committee
- Geospatial Modernization Blueprint from the U.S. Department of the Interior
- MSR Maps - online access to aerial imagery and topographic maps provided by the USGS
- GeoSPARQL webapp for selected data sets